# 三滝駅
三滝駅（みたきえき）は、広島県広島市西区三滝本町二丁目にある、西日本旅客鉄道（JR西日本）可部線の駅である。駅番号はJR-B04。

## 歴史
当駅周辺の可部線は、以前は太田川放水路（放水路建設前は安川または山手川）東岸を走っており、当駅も太田川東岸に設置されていた（現在の三篠北町公園に記念碑が残る）。1962年（昭和37年）、放水路建設進展に伴い横川 - 安芸長束間線路が放水路西岸の現在線に付替えられると、当駅も放水路西岸の現在位置に移転した。

### 年表
- 1930年（昭和5年）10月頃：広島電気線（当時）の大芝公園口停留場（おおしばこうえんぐちていりゅうじょう）として開設。旅客駅[2]。
- 1931年（昭和6年）7月1日：広島電気線が広浜鉄道へ譲渡、同社の停留場となる。
- 1935年（昭和10年）12月1日：大芝公園口駅（おおしばこうえんぐちえき）に昇格[2]。
- 1936年（昭和11年）9月1日：広浜鉄道国有化、鉄道省可部線の三滝駅となる[3]。
- 1962年（昭和37年）10月1日：太田川放水路建設のため現在地へ移転、荷物扱い廃止[4]。乗車券販売、及び改札・集札を車掌が行う駅となる（旅客営業上は無人駅となるが、運転取扱社員は配置継続。）[5]。
- 1972年（昭和47年）9月1日：国鉄（→JR）特定都区市内制度導入に伴い、「広島市内」の駅となる[6]。
- 1987年（昭和62年）4月1日：国鉄分割民営化に伴い、西日本旅客鉄道（JR西日本）の駅となる[2]。
- 1991年（平成3年）
  - 4月1日：管轄が広島支社の直轄（可部管理駅）から可部鉄道部へ変更[7]。
  - 11月1日：可部線CTC化に伴い、運転取扱社員配置廃止。同時に無人駅化[8]。
- 2006年（平成18年）
  - 7月1日：可部鉄道部廃止に伴い、管轄が広島支社直轄へ変更。
- 2007年（平成19年）
  - 7月21日：ICOCA対応簡易型自動改札機設置。
  - 9月1日：ICカード「ICOCA」が利用可能となる。

## 駅構造

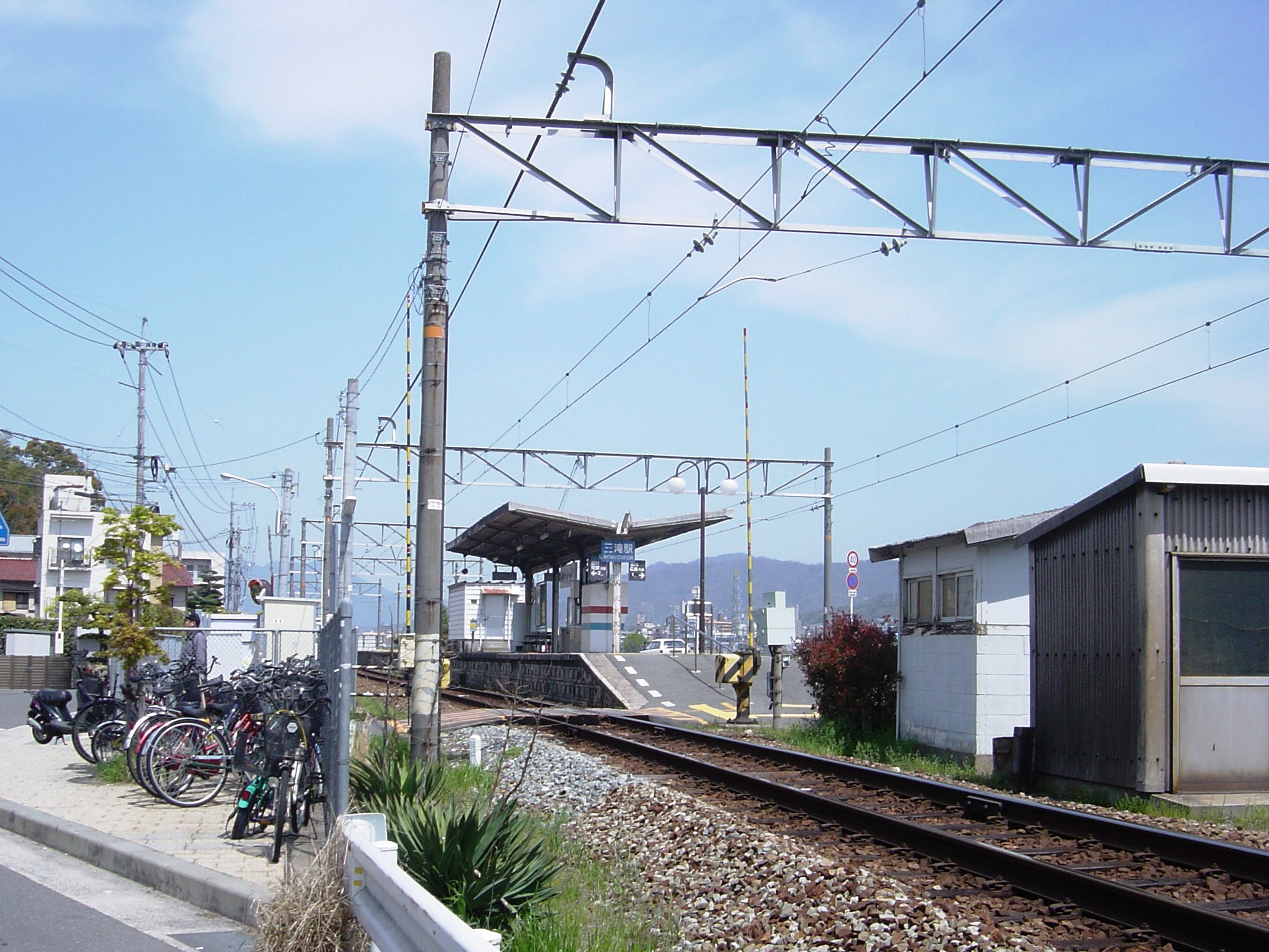
駅全景（2004年4月、ICOCA導入工事竣工前）

島式ホーム1面2線を有する列車交換可能な地上駅。
無人駅。構内には自動券売機と簡易型自動改札機がある。ホーム有効長は4両編成分。駅舎は無く、直接構内踏切を通ってホームへ入る。以前はホームの広島側奥に汲取り式便所があったが、撤去後、道路側にプレハブ型男女共用水洗便所が設置されている。
ICOCA利用可能駅（相互利用可能ICカードはICOCAの項を参照）。JR特定都区市内制度における「広島市内」の駅である。
安全側線は無い。線路有効長はやや長く、4両編成を超える列車交換も物理的には可能。

### のりば
| のりば | 路線   | 方向 | 行先               |
| ------ | ------ | ---- | ------------------ |
| 1      | 可部線 | 上り | 横川・広島方面     |
| 2      | 可部線 | 下り | 緑井・あき亀山方面 |

## 利用状況
以下の情報は、「広島市統計書」及び「広島市勢要覧」に基づいたデータである。
| 年度               | 1日平均 乗車人員 | 1日平均 降車人員 |
| ------------------ | ---------------- | ---------------- |
| 1947年（昭和22年） | 375              | -                |
| 1948年（昭和23年） | 422              | -                |
| 1949年（昭和24年） | 389              | -                |
| 1950年（昭和25年） | 290              | -                |
| 1951年（昭和26年） | 263              | 269              |

| 年度               | 1日平均 乗車人員 | 年度毎 乗客数 | 年度毎 降車数 |
| ------------------ | ---------------- | ------------- | ------------- |
| 1952年（昭和27年） | 252.9            | 92,306        | -             |
| 1953年（昭和28年） | 244.0            | 89,061        | -             |
| 1954年（昭和29年） | 244.7            | 89,307        | -             |
| 1955年（昭和30年） | 225.8            | 82,629        | -             |
| 1956年（昭和31年） | 249.0            | 90,903        | -             |
| 1957年（昭和32年） | 272.2            | 99,356        | -             |
| 1958年（昭和33年） | 271.2            | 99,003        | 95,018        |
| 1959年（昭和34年） | 268.5            | 98,269        | 93,714        |
| 1960年（昭和35年） | 262.0            | 95,636        | 91,845        |
| 1961年（昭和36年） | 225.9            | 82,439        | 82,613        |
| 1962年（昭和37年） | 213.8            | 78,052        | 79,545        |

以上の1日平均乗車人員は、年度毎乗客数を365（閏年が関係する1955・1959年は366）で割った値を、小数点第2位で四捨五入。小数点一位の値にしたものである。
| 年度               | 1日平均 乗車人員 | 年度毎 総数 | 定期券 総数 | 普通券 総数 |
| ------------------ | ---------------- | ----------- | ----------- | ----------- |
| 1963年（昭和38年） | 280.4            | 205,269     | 99,306      | 105,963     |
| 1964年（昭和39年） | 300.0            | 218,993     | 109,094     | 109,899     |
| 1965年（昭和40年） | 255.0            | 186,165     | 81,624      | 104,541     |
| 1966年（昭和41年） | 199.9            | 145,935     | 71,664      | 74,271      |
| 1967年（昭和42年） | 189.4            | 138,676     | 69,238      | 69,438      |
| 1968年（昭和43年） | 193.2            | 141,060     | 64,372      | 76,688      |
| 1969年（昭和44年） | 173.4            | 126,582     | 69,384      | 57,198      |
| 1970年（昭和45年） | 229.6            | 167,577     | 69,018      | 98,559      |
| 1971年（昭和46年） | 207.7            | 152,016     | 75,324      | 76,692      |
| 1972年（昭和47年） | 182.0            | 132,884     | 60,662      | 72,222      |
| 1973年（昭和48年） | 230.0            | 167,902     | 67,870      | 100,032     |
| 1974年（昭和49年） | 246.0            | 179,584     | 87,160      | 92,424      |
| 1975年（昭和50年） | 258.8            | 189,465     | 96,120      | 93,345      |
| 1976年（昭和51年） | 360.0            | 262,820     | 107,862     | 154,958     |
| 1977年（昭和52年） | 357.9            | 261,267     | 108,096     | 153,171     |
| 1978年（昭和53年） | 300.3            | 219,231     | 98,536      | 120,695     |

以上の1日平均乗車人員は、乗車数と降車数が同じであると仮定し、年度毎総数を365（閏年が関係する1963・1967・1971・1975年は366）で割った後で、さらに2で割った値を、小数点第2位で四捨五入。小数点一位の値としたものである。
| 年度                | 1日平均 乗車人員 |
| ------------------- | ---------------- |
| 1979年（昭和54年）  | 279              |
| 1980年（昭和55年）  | 254              |
| 1981年（昭和56年）  | 232              |
| 1982年（昭和57年）  | 221              |
| 1983年（昭和58年）  | 195              |
| 1984年（昭和59年）  | 162              |
| 1985年（昭和60年）  | 160              |
| 1986年（昭和61年）  | 189              |
| 1987年（昭和62年）  | 235              |
| 1988年（昭和63年）  | 270              |
| 1989年（平成 元年） | 275              |
| 1990年（平成02年）  | 274              |
| 1991年（平成03年）  | 285              |
| 1992年（平成04年）  | 259              |
| 1993年（平成05年）  | 260              |
| 1994年（平成06年）  | 303              |
| 1995年（平成07年）  | 377              |
| 1996年（平成08年）  | 345              |
| 1997年（平成09年）  | 295              |
| 1998年（平成10年）  | 485              |
| 1999年（平成11年）  | 477              |
| 2000年（平成12年）  | 456              |
| 2001年（平成13年）  | 455              |
| 2002年（平成14年）  | 454              |
| 2003年（平成15年）  | 458              |
| 2004年（平成16年）  | 439              |
| 2005年（平成17年）  | 427              |
| 2006年（平成18年）  | 424              |
| 2007年（平成19年）  | 467              |
| 2008年（平成20年）  | 484              |
| 2009年（平成21年）  | 493              |
| 2010年（平成22年）  | 495              |
| 2011年（平成23年）  | 497              |
| 2012年（平成24年）  | 503              |
| 2013年（平成25年）  | 513              |
| 2014年（平成26年）  | 507              |
| 2015年（平成27年）  | 535              |
| 2016年（平成28年）  | 542              |
| 2017年（平成29年）  | 561              |
| 2018年（平成30年）  | 550              |
| 2019年（令和 元年） | 532              |
| 2020年（令和02年）  | 428              |
| 2021年（令和03年）  | 422              |
| 2022年（令和04年）  | 447              |

乗車数グラフ

## 駅周辺
- 太田川
- 三瀧寺（三滝観音）

## バス路線
「三滝駅入口」停留所及び「地蔵堂前」停留所より、広島交通による以下の路線バスが発着する。
- 22号線（横川線）
  - 22：三滝観音
  - 22-H：広島駅

## 隣の駅
西日本旅客鉄道（JR西日本）
 可部線
横川駅 (JR-B03) - 三滝駅 (JR-B04) - 安芸長束駅 (JR-B05)

## 参考書籍
- 各 広島市統計書
- 各 広島市勢要覧